# Roger Lloyd-Pack
Roger Lloyd-Pack (London, 8. veljače 1944. -  15. siječnja 2014.), engleski glumac.
Rodio se u Londonu. Glumi je izložen od najranije dobi jer mu je otac Charles bio glumac.
U glumi je aktivan od 1965. godine.
U Britaniji je popularan kao Colin Ball "Brzi" iz serije "Mućke".
Također je poznat kao Owen Newitt iz serije "Vikarica iz Dibleya".
Iako mu je televizija donijela slavu, ni film ni kazalište mu nisu strani, jer je i tamo imao zapažene izvedbe.
U filmu "Harry Potter i plameni pehar" glumi Bartya Croucha Starijeg.
Govori francuski, njemački i talijanski jezik.
Navijao za klub Tottenham Hotspur.
Ženio se dva puta, te imao kćerku Emily, koja je glumica, i tri sina. 
Preminuo je nakon duge borbe s rakom gušterače.

## Vanjske poveznice
- Umro "Brzi" iz legendarnih "Mućki"  Arhivirana inačica izvorne stranice od 16. siječnja 2014. (Wayback Machine)